# Хоутскари
Хо́утскари (фин. Houtskari), Хоутшер (швед. Houtskär) — остров и бывшая община в Архипелаговом море в Финляндии. Административно относится к общине Парайнен в области Варсинайс-Суоми.
Являлся билингвальным муниципалитетом, где 88 % населения говорили на шведском языке и 21 % — на финском.
На муниципальных выборах 2004 года Шведская народная партия получила в муниципалитете 100 % голосов избирателей.
1 января 2009 года был соединён с муниципалитетами Иниё, Корппоо, Науво и Парайнен, образовав новый город Вестобуланд. В 2012 году Вестобуланд переименован в Парайнен.

## Население
| 2006 | 2007 | 2008 |
| ---- | ---- | ---- |
| 655  | ↘633 | ↘621 |